# Henryk Cegielski
Henryk Sylwester Cegielski (Leszno, 31 dicembre 1945 – Lussemburgo, 4 febbraio 2015) è stato un cestista polacco.

## Carriera
Con la Polonia ha disputato i Giochi olimpici di Città del Messico 1968, i Campionati mondiali del 1967 e tre edizioni dei Campionati europei (1967, 1969, 1971).